# Río Santiago, Santiago Textitlán
Río Santiago är en ort i Mexiko.   Den ligger i kommunen Santiago Textitlán och delstaten Oaxaca, i den sydöstra delen av landet, 400 km sydost om huvudstaden Mexico City. Río Santiago ligger 2 001 meter över havet och antalet invånare är 170.
Terrängen runt Río Santiago är kuperad åt nordväst, men åt sydost är den bergig. Runt Río Santiago är det ganska glesbefolkat, med 31 invånare per kvadratkilometer. Närmaste större samhälle är El Arador, 18,3 km sydost om Río Santiago. I omgivningarna runt Río Santiago växer i huvudsak städsegrön lövskog.